# Wargowo (województwo pomorskie)
Wargowo (kaszub. Wargòwò; niem. Vargow) – wieś kaszubska w Polsce, położona w województwie pomorskim, w powiecie bytowskim, w gminie Czarna Dąbrówka.
Wieś jest siedzibą sołectwa Wargowo, w którego skład wchodzą również Drążkowo i Wargówko.
W latach 1975–1998 wieś administracyjnie należała do województwa słupskiego.

## Historia
Wargowo (niem. Vargov) w wieku XIX opisano jako: dobra rycerskie w Pomeranii, w ówczesnym powiecie słupskim gdzie stacja pocztowo w Mikorowie, parafia katolicka w Słupsku. Dobra posiadały obszaru 631 ha. W 1885 roku było tu 16 domostw, 31 dymów i 172 mieszkańców wyznania ewangelickiego.